# Futbol'ny Klub Belšyna Babrujsk 2011
Questa voce raccoglie le informazioni riguardanti il Futbol'ny Klub Belšyna Babrujsk nelle competizioni ufficiali della stagione 2011.

## Rosa
| N. |                        | Ruolo | Calciatore             |
| -- | ---------------------- | ----- | ---------------------- |
| 1  | Bielorussia (bandiera) | P     | Ruslan Kapantsow       |
| 2  | Bielorussia (bandiera) | D     | Aliaksandr Shagoyko    |
| 3  | Bielorussia (bandiera) | D     | Aliaksandr Byline      |
| 4  | Bielorussia (bandiera) | C     | Aliaksiej Khaletski    |
| 6  | Bielorussia (bandiera) | A     | Aliaksandr Prakapienka |
| 7  | Bielorussia (bandiera) | D     | Mikalaj Branfilov      |
| 8  | Bielorussia (bandiera) | C     | Siarhiej Kozak         |
| 9  | Ucraina (bandiera)     | C     | V'yacheslav Horbanenko |
| 10 | Bielorussia (bandiera) | A     | Jahor Zubović          |
| 14 | Bielorussia (bandiera) | C     | Dzmitryj Turlin        |
| 16 | Bielorussia (bandiera) | P     | Ihar Charlan           |
| 17 | Bielorussia (bandiera) | C     | Ihar Lisica            |

| N. |                        | Ruolo | Calciatore                     |
| -- | ---------------------- | ----- | ------------------------------ |
| 18 | Bielorussia (bandiera) | D     | Mikalaj Barsukow               |
| 19 | Bielorussia (bandiera) | D     | Ihar Maltsaw                   |
| 20 | Bielorussia (bandiera) | A     | Hienadź Blizniuk               |
| 21 | Bielorussia (bandiera) | A     | Aliaksandr Mrinsky             |
| 22 | Russia (bandiera)      | C     | Aleksandr Sergeyevich Semyonov |
| 23 | Bielorussia (bandiera) | P     | Valieryj Famič                 |
| 25 | Bielorussia (bandiera) | C     | Michail Yeremchuk              |
| 77 | Ucraina (bandiera)     | C     | Artem Kultyshev                |
| 80 | Ucraina (bandiera)     | D     | Viktor Melʹnyk                 |
| 87 | Ucraina (bandiera)     | D     | Yuriy̆ Druchyk                  |
| 89 | Ucraina (bandiera)     | A     | Igor Leonov                    |
| 99 | Bielorussia (bandiera) | C     | Dzmitryj Kowb                  |